# Wrechen
 Wrechen ist ein Ortsteil der Gemeinde Feldberger Seenlandschaft im Südosten des Landkreises Mecklenburgische Seenplatte in Mecklenburg-Vorpommern.

## Geografie und Verkehrsanbindung
Wrechen liegt nordöstlich der Stadt Feldberg an der Landesstraße L 341. Westlich des Ortes, direkt anschließend, erstreckt sich der vom Quillow durchflossene Wrechener See, östlich verläuft die Landesgrenze zu Brandenburg.

## Baudenkmale
In der Liste der Baudenkmale in Feldberger Seenlandschaft sind für Wrechen drei Baudenkmale aufgeführt.

## Söhne und Töchter des Ortes
- Georg Friedrich August Blanck (1823–1890), Mediziner und Sachbuchautor
- Irma Grese (1923–1945), Aufseherin in den Konzentrationslagern Ravensbrück, Auschwitz-Birkenau sowie Bergen-Belsen
- Otto von Raven (1778–1810), preußischer Offizier und Ritter des Ordens Pour le Mérite